# Klášter Saint-Savin-sur-Gartempe
Saint-Savin-sur-Gartempe [sén savén syr gartam] je název bývalého francouzského benediktinského opatství v obci Saint-Savin (Vienne), asi 40 km východně od Poitiers. Díky své mimořádné historické a umělecké hodnotě je od roku 1983 zapsáno na Seznamu světového dědictví UNESCO.

## Historie
V 5. století utekli do Galie světci z Makedonie, bratři Savinus a Cyprianus. Na nedalekém pahorku Mont des Trois Cyprès se právě Savinus přidal ke komunitě místních kněží. V 9. století byl poblíž tohoto pahorku vybudován místní komunitou asi 20 benediktinských řeholníků první kostel, zasvěcený již zmíněnému svatému mučedníkovi. Tento opatský kostel zbyl jako jediný pozůstatek benediktinského opatství založeného kolem roku 810 Karlem Velikým. To bylo roku 878 zničeno vikingskými nájezdníky. Obnoveno bylo až v 11. století a celé je vystavěno v románském slohu. Je známé především díky velkému množství nástěnných maleb.

## Klášterní kostel
Kostel je trojlodní románská halová stavba se štíhlými sloupy a valenými klenbami, příčnou lodí a chórem s ochozem pěti kaplí. Pod kostelem je krypta s náhrobky sv. Savina a sv. Cypriána. Nad křížením je čtyřhranná zvonice, v západním průčelí je 80 m vysoká gotická věž s bohatou plastickou výzdobou. Strop i sloupy hlavní lodi, předsíň i krypta jsou vyzdobeny výborně zachovanými figurálními freskami z doby kolem 1100.

## Fotogalerie

Klášter Saint-Savin sur Gartempe
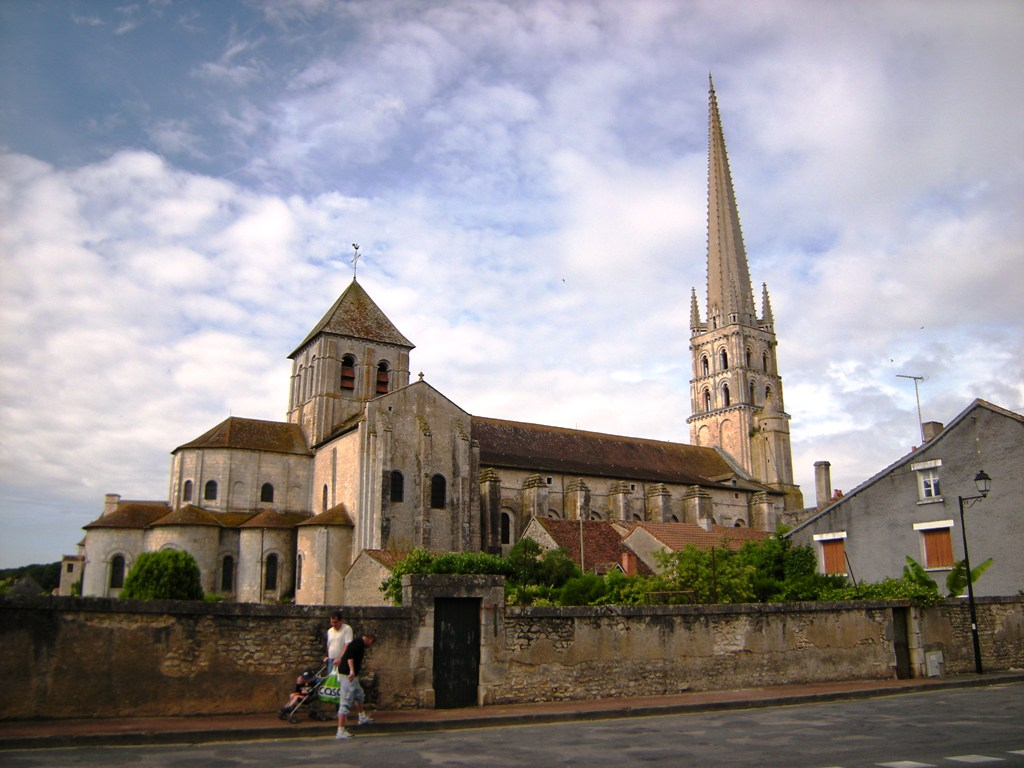
Saint-Savin, klášterní kostel
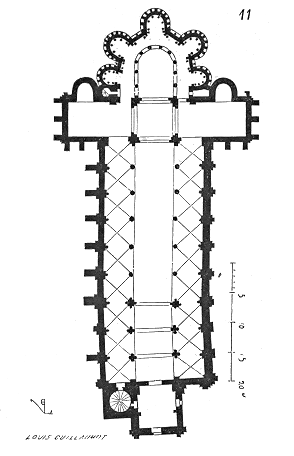
Půdorys kostela
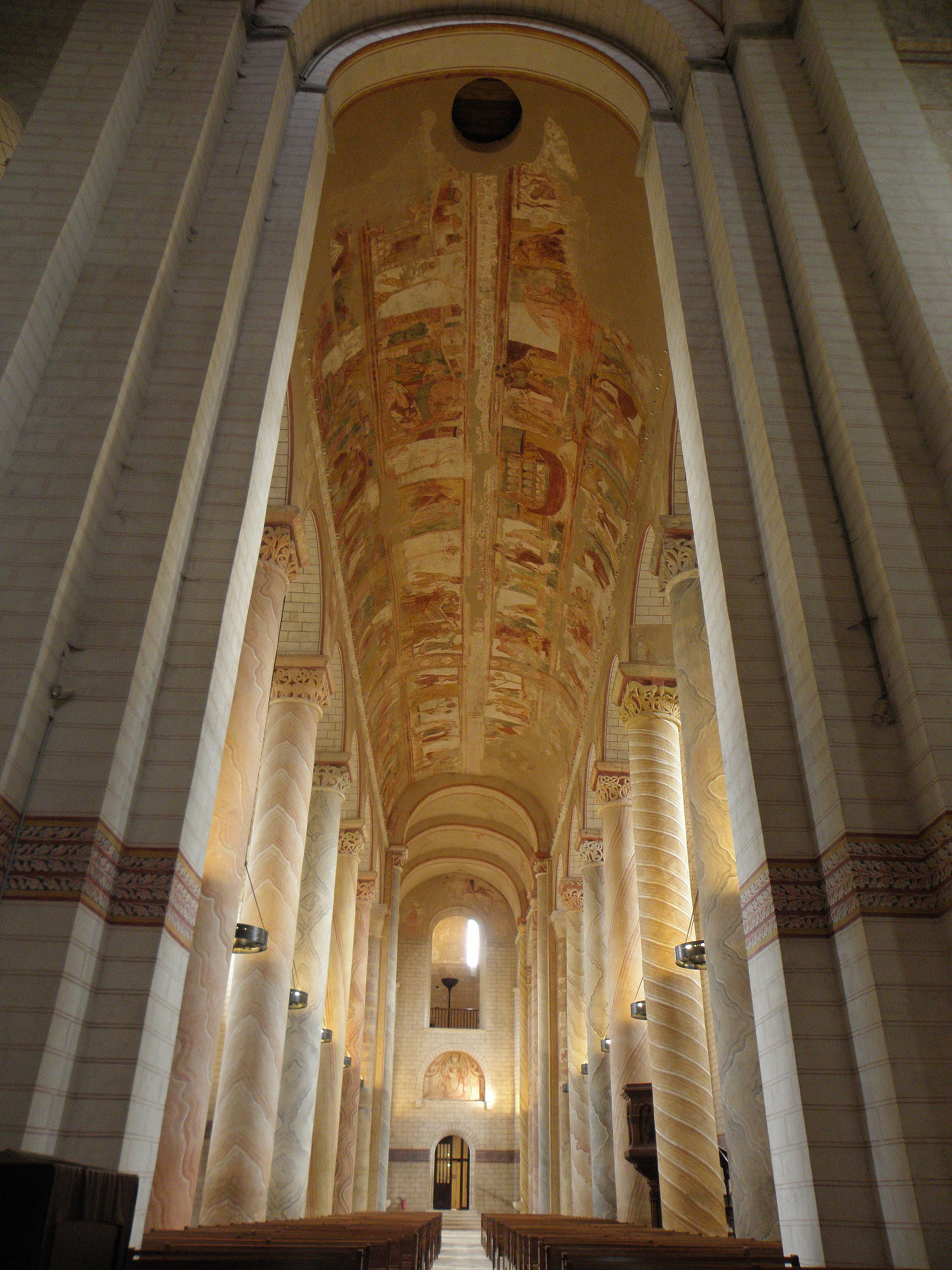
Vnitřek kostela s freskami
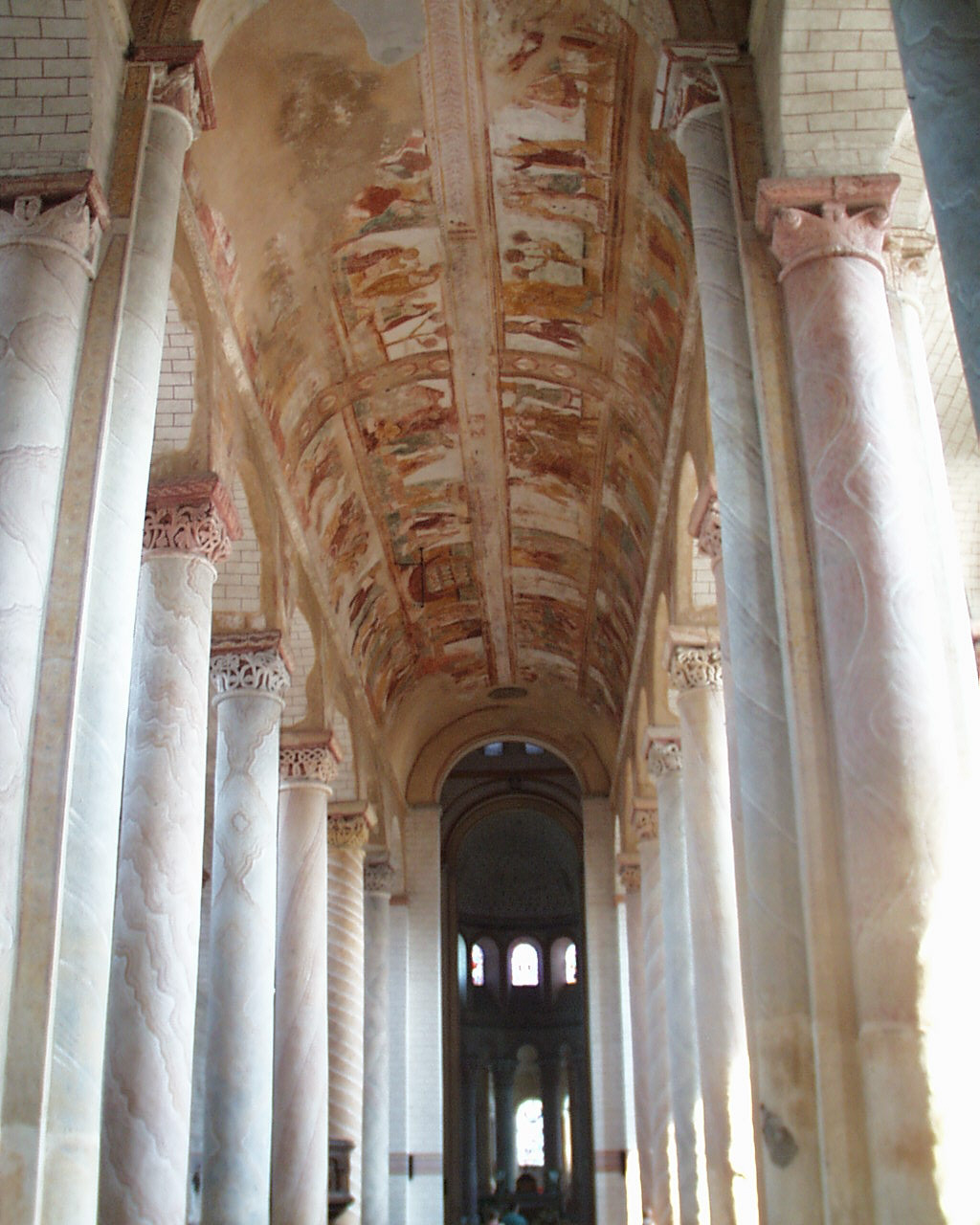
Interiér

Ukázky historických nástěnných maleb
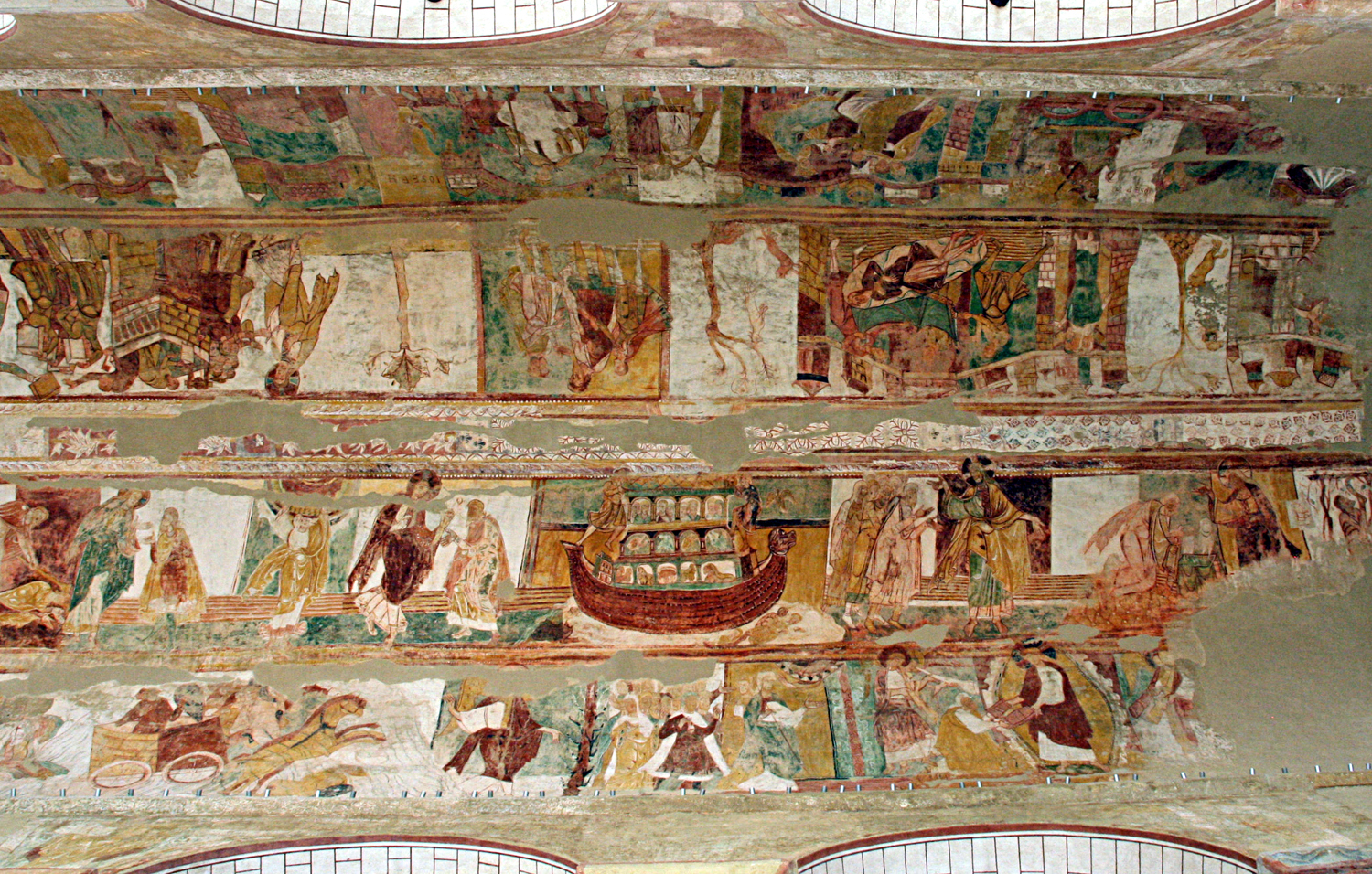
Strop hlavní lodi s freskami
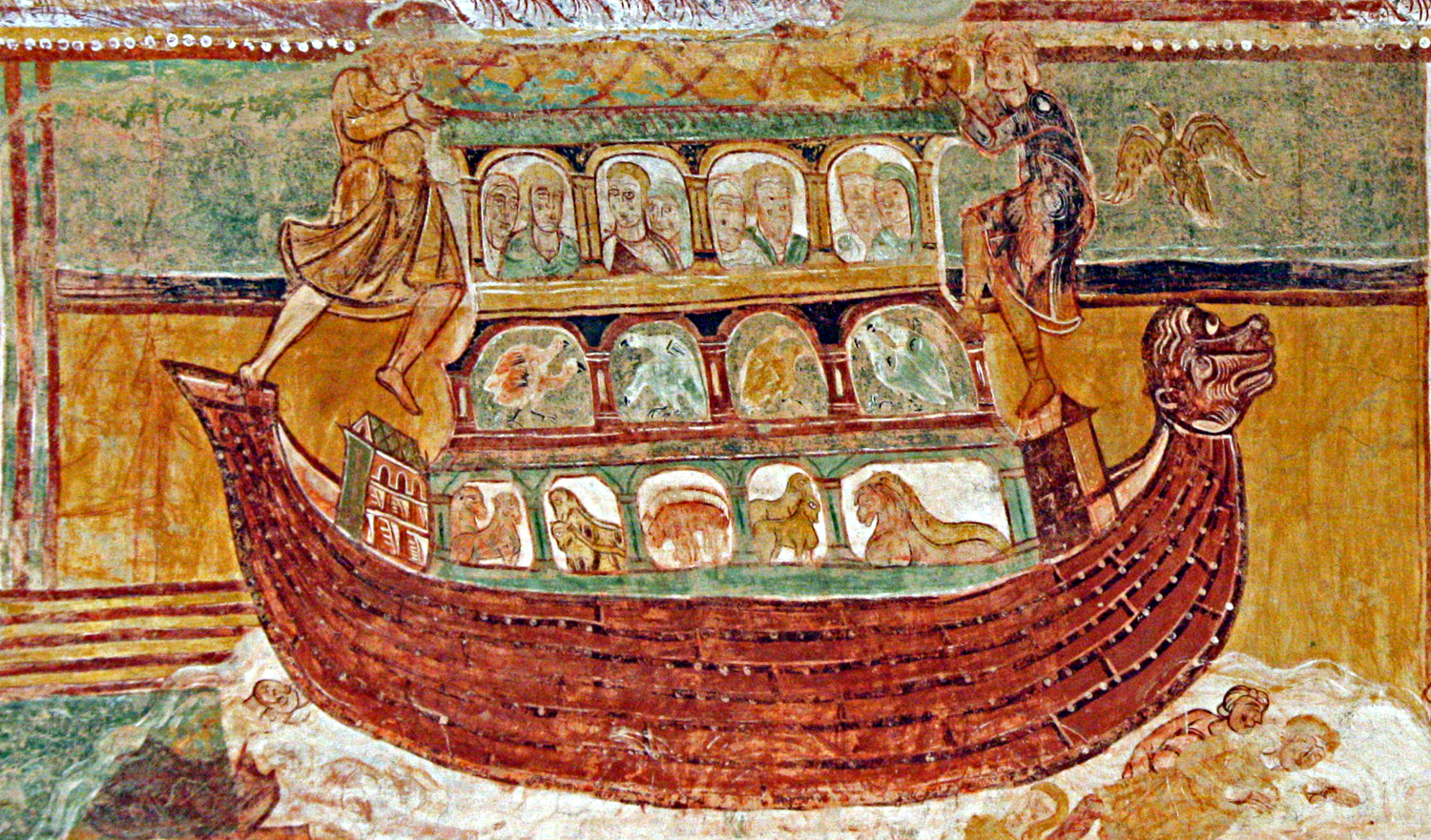
Noemova archa
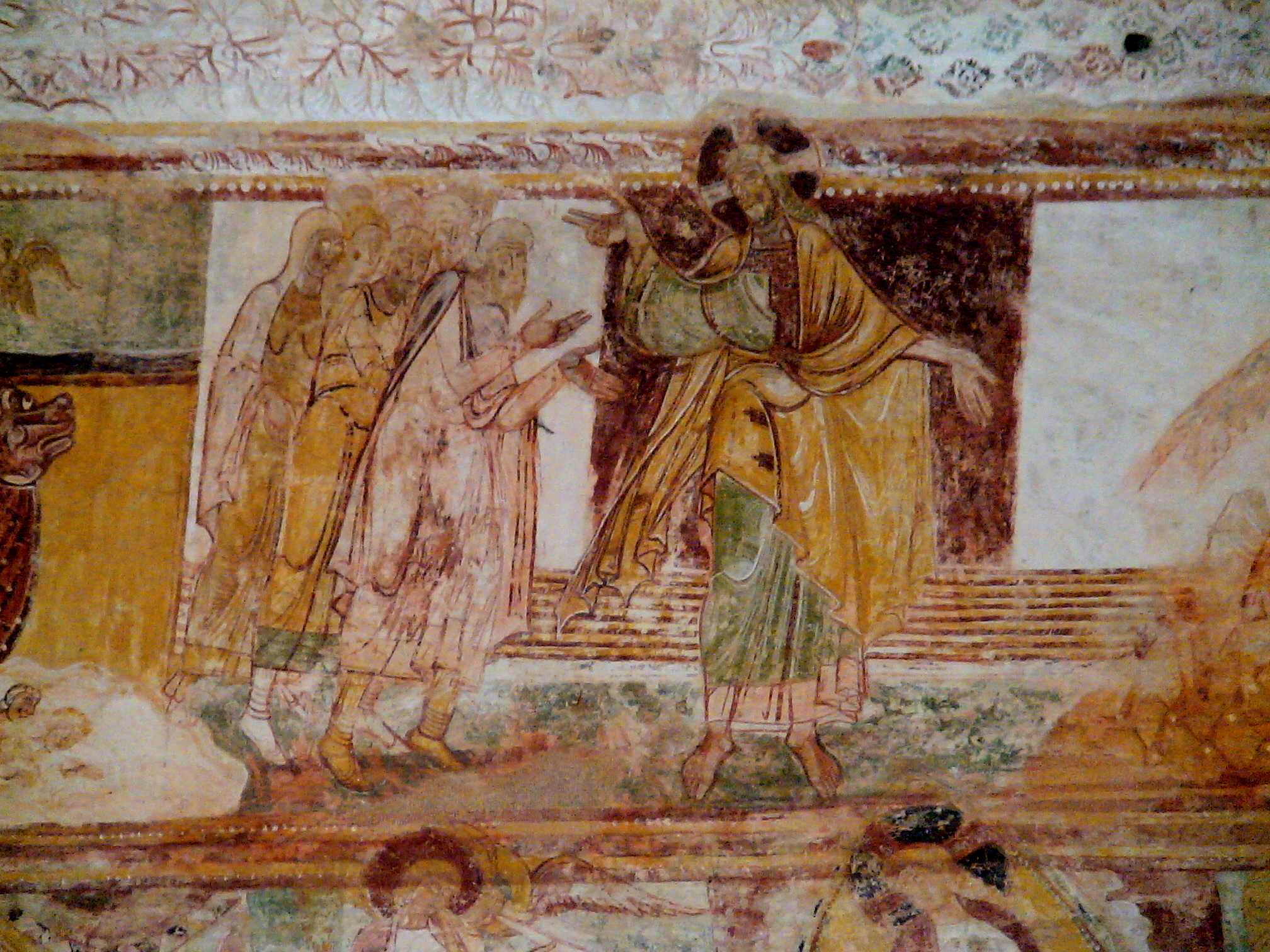
Hospodin s Noemem na arše